# Gentile (cognome)
Gentile è un cognome di lingua italiana.

## Varianti
Gentili, Gentilini, Gentiloni, Gentilotti, Gentilucci, Gentileschi.

## Origine e diffusione
Deriva dal prenome maschile Gentile, con il quale condivide origine e significato.
Portato da circa 9.000 famiglie italiane, la diffusione del cognome è concentrata prevalentemente nelle regioni meridionali, in particolare Puglia, Campania e Sicilia. È il trentanovesimo cognome italiano per diffusione.
La variante Gentili è tipica delle regioni centrali, con ceppi numerosi nel Lazio, Marche e Toscana, ed è portato da oltre 3.500 famiglie.

## Persone
- Benedetto Gentile Pevere (1490-1555) – 55º doge di Genova
- Giovanni Battista Gentile Pignolo (1525-1595) – 71º doge della Repubblica di Genova
- Giovanni Gentile (1875-1944) – filosofo, pedagogista e politico italiano